# Thera peterfii
Thera peterfii är en fjärilsart som beskrevs av Dioszeghy 1930. Thera peterfii ingår i släktet Thera och familjen mätare. Inga underarter finns listade i Catalogue of Life.